# Bob Porter
Bob Porter (* 20. Juni 1940 in Wellesley, Massachusetts; † 10. April 2021 in Northvale, New Jersey) war ein US-amerikanischer Musikproduzent, Diskograph, Autor und Hörfunkmoderator. Bekannt wurde er durch die Wiederveröffentlichung zahlreicher klassischer Blues- und Jazz-Aufnahmen; im Jahr 2009 wurde er dafür in die Blues Hall of Fame aufgenommen. 

## Werdegang
Porter produzierte seit den 1960er Jahren über 200 Alben von Jazz- und Bluesmusik, zunächst 1975–80 als Reissue producer für Savoy Records, 1986–91 für Atlantic Records. Anschließend arbeitete er für viele andere Plattenlabel. „Das Ergebnis seiner akribischen Bemühungen ist die Restaurierung von einem Großteil der unauslöschlichen Musik des 20. Jahrhunderts, die nun für künftige Generationen konserviert ist und besser klingt als je zuvor“, schrieb der Autor des Allmusic.
Im Jahr 1981 begann er die Rundfunkreihe Portraits In Blue, ein Radioprogramm mit Blues, Rhythm & Blues und Soul, das bei der Station WBGO in Newark (New Jersey) lief. 1986 erhielt er den W. C. Handy Award für seine Verdienste, den „Blues im Radio lebendig zu halten“. Insgesamt wurde er fünfmal für den Grammy nominiert und gewann ihn 1980 für seine Liner Notes für die Edition The Complete Charlie Parker bei Savoy und 1986 als Produzent der Wiederveröffentlichung Atlantic Rhythm & Blues. Er war außerdem Mitglied des Nominierungskomitees der Rock and Roll Hall of Fame und ab 1990 einer der Emcees beim Chicago Blues Festival. 2007 erhielt er den Willis Conover-Marian McPartland Award der Jazz Journalists Association für besondere Leistungen im Rundfunk.
Als Autor schrieb er für eine Reihe von Zeitschriften wie Down Beat und Cash Box, ferner Liner Notes für mehr als dreihundert Jazz- und Bluesalben, wie etwa für Charlie Parker at Storyville. 2016 erschien von ihm Soul Jazz: Jazz in the Black Community, 1945–1975. Außerdem beriet er Organisationen wie die National Academy of Recording Arts and Sciences.

## Produktionen (Auswahl)
- 1969: Oh Happy Day – Don Patterson (Prestige)
- 1970: Black Talk! – Charles Earland (Prestige)
- 1970: Afro-Disiac – Charles Kynard (Prestige)
- 1970: Wa-Tu-Wa-Zui (Beautiful People) – Charles Kynard (Prestige)
- 1970: Sparks! – Melvin Sparks (Prestige)
- 1971: Sneak Preview! – Leon Spencer (Prestige)
- 1971: Brothers-4 – Don Patterson with Sonny Stitt (Prestige)
- 1971: Tune Up! – Don Patterson (Prestige)
- 1971: Funk, Inc. – Funk, Inc. (Prestige)
- 1985: Charlie Parker at Storyville (Blue Note)